# Reprezentacja Libanu w piłce siatkowej mężczyzn
Reprezentacja Libanu w piłce siatkowej mężczyzn to narodowa reprezentacja tego kraju, reprezentująca go na arenie międzynarodowej
Największym sukcesem zespołu jest start na Mistrzostwach Świata w 1952 roku, gdzie drużyna zajęła 9. miejsce. W Mistrzostwach Azji zespołowi nie udało się do tej pory wywalczyć medalu.

## Występy naMistrzostwach Świata
- MŚ '49 - n/s
- MŚ '52 - 9. miejsce
- MŚ '56-'10 - n/s